# Лагуат
Лагуат (араб. الأغواط, фр. Laghouat) — місто у центральній частині Алжиру. Адміністративний центр однойменного вілаєту. 